# Президентство Томаса Джефферсона
Томас Джефферсон занимал пост президента США с 4 марта 1801 года по 4 марта 1809 года. Он вступил в должность после победы над действующим президентом Джоном Адамсом на президентских выборах 1800 года. Выборы были политической революцией, в ходе которой Демократическо- республиканская партия отстранила Федералистскую партию от власти, положив начало господству в американской политике поколения джефферсоновских республиканцев. После двух сроков Джефферсона сменил госсекретарь Джеймс Мэдисон, также член Демократическо-республиканской партии.
Джефферсон вступил в должность, полный решимости отказаться от программы федералистов 1790-х годов. Его администрация сократила налоги, государственные расходы и государственный долг, а также отменила законы об иностранцах и подстрекательстве к мятежу. В международных делах основными событиями были покупка Луизианы у Франции в 1803 году, эмбарго на торговлю как с Великобританией, так и с Францией, а также ухудшение отношений с Великобританией, поскольку Соединённые Штаты пытались оставаться нейтральными в разгар Наполеоновских войн, охвативших Европу. Он основал военную академию, использовал военно-морской флот для защиты торговых судов от берберских пиратов в Северной Африке и разработал план защиты портов США от иностранного вторжения с помощью небольших канонерских лодок (план, который оказался бесполезным, когда в 1812 году началась война). Он также разрешил экспедиции Льюиса и Кларка исследовать территорию Луизианы и северо-запад Тихого океана.
Во время своего второго срока внимание Джефферсона было сосредоточено на судебном процессе над тогдашним вице-президентом Аароном Бёрром за измену, в результате которого он был оправдан, а также на проблеме рабства, в частности ввоза рабов из-за границы. В 1806 году он осудил международную работорговлю как «нарушение прав человека» и призвал Конгресс ввести уголовную ответственность за нее. В ответ Конгресс одобрил Закон о запрете ввоза рабов в следующем году. Рост напряжённости в отношениях между Соединёнными Штатами и Великобританией доминировал в последние годы второго срока Джефферсона, когда Королевский флот начал силой вербовать моряков с американских кораблей и атаковать американские суда. Джефферсон отказался от войны и вместо этого использовал экономические угрозы и эмбарго, которые в конечном итоге нанесли больше вреда США, чем Великобритании. Споры с Великобританией продолжались и после того, как Джефферсон покинул свой пост, что в конечном итоге привело к войне 1812 года.
Несмотря на экономические и политические проблемы, вызванные военно-морской напряжённостью в отношениях с Великобританией, Джефферсона сменил его предпочтительный преемник в лице Джеймса Мэдисона. Его наследие оставалось очень влиятельным до Гражданской войны в США, но с тех пор его репутация падала и падала. Тем не менее, согласно опросам академических историков и политологов, Джефферсон неизменно считается одним из самых уважаемых президентов страны.

## Выборы 1800 года

Результаты голосования Коллегии выборщиков по штатам с явным указанием количества голосов, полученных двумя лучшими кандидатами в каждом в 1800 году

Джефферсон баллотировался в президенты на выборах 1796 года как демократ-республиканец, но занял второе место в голосовании выборщиков после федералиста Джона Адамса; по действовавшим тогда законам, второе место Джефферсона сделало его вице-президентом Соединённых Штатов. Джефферсон решительно выступал против программы федералистов, включая законы об иностранцах и подстрекательстве к мятежу, и нация становилась всё более поляризованной. Джефферсон и Адамс снова были основными кандидатами в президенты от своих партий на президентских выборах 1800 года, а Аарон Бёрр был кандидатом в вице-президенты от Демократическо-республиканской партии. Кампания Адамса была ослаблена непопулярными налогами и жестокой борьбой федералистов из-за его действий во время Квазивойны. Демократо-республиканцы обвинили федералистов в том, что они тайные монархисты, в то время как федералисты обвинили Джефферсона в том, что он был безбожным развратником, находящимся в рабстве у французов. Личные взаимоотношения Адамса и Джефферсона были настолько сложными, что к концу своего президентского четырёхлетия Адамс вовсе перестал разговаривать со своим вице-президентом.
В соответствии с действовавшей в то время избирательной системой членам Коллегии выборщиков разрешалось голосовать за двух кандидатов на пост президента; любая ничья будет решаться на условных выборах в Палате представителей Соединённых Штатов. Джефферсон и Бёрр получили по 73 голоса выборщиков, а Адамс занял третье место с 65 голосами. Палата представителей, всё ещё контролируемая федералистами, провела условные выборы в феврале 1801 года, чтобы решить, станет ли Джефферсон или Бёрр президентом. Хотя некоторые федералисты предпочитали Бёрра, лидер федералистов Александр Гамильтон решительно предпочитал Джефферсона. На тридцать шестом туре условных выборов достаточно конгрессменов-федералистов воздержалось от голосования, чтобы позволить Джефферсону победить на президентских выборах. Джефферсон считал свою победу «Второй революцией Америки» и надеялся преобразовать страну, ограничив правительство и ослабив власть элит.

## Переходный период
Прежде чем Джефферсон смог вступить в должность, был переходный период, когда он был избранным президентом после своей победы на условных выборах. Переход между Адамсом и Джефферсоном представлял собой первую передачу президентского поста между двумя разными политическими партиями в истории Соединённых Штатов и создал прецедент для всех последующих межпартийных переходов.
В отличие от сегодняшних президентских переходов, переходы в то время были неформальными делами, и от избранного президента требовалась относительно минимальная активность. В этот период Джефферсон выбрал членов своего кабинета. Он также выбрал людей для менее важных должностей в своей администрации, таких как Мериуэзер Льюис, в качестве своего личного секретаря.
К возмущению демократо-республиканцев, Адамс, прежде чем покинуть свой пост, в последнюю минуту назначил многих федеральных судей (в основном принадлежащих к Партии федералистов) на должности, созданные Законом о судебной системе 1801 года. Их назовут «полуночными судьями». Джефферсон осудил это действие.

## Инаугурация
Инаугурация Джефферсона состоялась 4 марта 1801 года, и была первой, которая прошла в новой столице страны, Вашингтоне. В то утро артиллерийская рота на Капитолийском холме произвела выстрелы, приветствуя рассвет, и впервые для газеты Джефферсон передал копию своей речи в National Intelligencer, чтобы она была опубликована и доступна сразу после доставки. Он выступил с речью из 1721 слова в сенатской палате Капитолия Соединенных Штатов. Он не был сильным оратором, и аудитория едва могла разобрать его слова, которые призывали к национальному единству. Речь была широко перепечатана и отмечена демократо-республиканцами по всей стране как чёткое заявление о принципах партии. Президентскую присягу принёс председатель Верховного суда Джон Маршалл. Уходящий президент Адамс покинул столицу ранее в тот же день и не присутствовал на церемонии.

## Администрация Томаса Джефферсона
Состав кабинета первой администрации Джефферсона свидетельствовал о серьёзности намерений президента пересмотреть основные направления внешней и внутренней политики американского государства и, главное, обеспечить их претворение в жизнь без вмешательства в этот процесс федералистов. Министры, входившие в федералистские кабинеты его предшественников, уже в течение первых нескольких месяцев существования правительства республиканцев были заменены единомышленниками Джефферсона, что гарантировало отсутствовавшие в прежние годы единство в исполнительной ветви государственной власти.
После решения Бёрра баллотироваться на пост президента на условных выборах, он был исключен из любой роли в администрации Джефферсона. Джефферсон стремился принимать коллективные решения со своим кабинетом, и мнение каждого члена выяснялось до того, как Джефферсон принимал важные решения. Галлатин и Мэдисон были особенно влиятельны в кабинете Джефферсона; они занимали две самые важные должности в кабинете министров и были ключевыми помощниками Джефферсона.
Джефферсон сопротивлялся призывам своих товарищей-однопартийцев сместить всех федералистов с назначенных им должностей, но он чувствовал, что имеет право заменить высших правительственных чиновников, включая весь кабинет. Он также заменил всех назначенных федералистами чиновников более низкого ранга, которые допускали проступки или пристрастное поведение.

## Судебная власть
В последние дни своего президентства Адамс назначил множество федеральных судей на должности, созданные Законом о судебной власти 1801 года. Демократо-республиканцы были возмущены назначением этих «полуночных судей», почти все из которых были федералистами. Джефферсон и его союзники стремились отменить Закон о судебной власти 1801 года, отчасти потому, что они не считали необходимыми новые судебные должности, а отчасти чтобы ослабить влияние федералистов на суды. Федералисты категорически выступили против этого плана, утверждая, что Конгресс не имеет права упразднять занимаемые должности судей. Несмотря на эти возражения, демократо-республиканцы приняли Закон о судебной власти 1802 года, который в значительной степени восстановил судебную структуру, существовавшую до Закона о судебной власти 1801 года. Администрация Джефферсона также отказалась предоставить судебные поручения некоторым назначенцам Адамса, получившим утверждение Сената, но ещё официально не вступившим в должность. Один из таких назначенцев, Уильям Мэрбэри, подал в суд на госсекретаря Мэдисона, чтобы заставить его доставить судебные поручения. В деле Верховного суда 1803 года по делу Мэрбэри против Мэдисона суд вынес решение против Мэрбэри, но также установил прецедент судебного пересмотра, тем самым укрепив судебную власть.
Всё ещё недовольные властью федералистов в судах даже после принятия Закона о судебной власти 1802 года, демократо-республиканцы объявили импичмент судье окружного суда Джону Пикерингу и судье Верховного суда Сэмюэлю Чейзу. Конгрессмены-федералисты решительно выступили против обоих импичментов, критикуя их как посягательства на независимость судебной системы. Пикеринг, который часто вёл дела в пьяном виде, был осуждён Сенатом в 1804 году. Однако процедура импичмента Чейза оказалась более сложной. Работая в Верховном суде, Чейз часто выражал свой скептицизм в отношении демократии, предсказывая, что нация «погрузится в охлократию», но он не показал себя некомпетентным, как Пикеринг. Несколько сенаторов-демократо-республиканцев присоединились к федералистам в противодействии смещению Чейза, и Чейз оставался в суде до своей смерти в 1811 году. Хотя федералистам так и не удалось восстановить политическую власть, которой они обладали в 1790-х годах, суд Маршалла продолжал отражать идеалы федералистов до 1830-х годов.
Джефферсон назначил трёх человек в Верховный суд во время своего президентства. Первая вакансия на пост президента Джефферсона возникла из-за отставки Альфреда Мура. Решив назначить демократа-республиканца из штата, не представленного в суде, Джефферсон выбрал Уильяма Джонсона, молодого адвоката, который ранее работал судьёй апелляционной инстанции в Южной Каролине. После смерти Уильяма Патерсона в 1806 году Джефферсон назначил Генри Брокхолста Ливингстона судьёй Верховного суда Нью-Йорка. После того, как Конгресс добавил ещё одно место в Верховный суд Законом о седьмом округе 1807 года, Джефферсон попросил отдельных членов Конгресса дать рекомендации по заполнению вакансии. Хотя представитель Теннесси Джордж В. Кэмпбелл стал самым популярным кандидатом в Конгрессе, Джефферсон не желал назначать действующего члена Конгресса. Вместо этого Джефферсон назначил Томаса Тодда, ещё одного популярного среди членов Конгресса человека, который занимал пост главного судьи Апелляционного суда Кентукки. Джефферсон надеялся, что его назначения ослабят влияние главного судьи Маршалла на суд, но, за частичным исключением Джонсона, его назначения в Верховном суде, как правило, поддерживали решения Маршалла. Джефферсон также назначил семь судей окружных судов США и девять судей окружных судов США.

### Список федеральных судей, назначенных Томасом Джефферсоном
- Судьи Верховного суда США
  - 1) Уильям Джонсон от Южной Каролины, с 26 марта 1804
  - 2) Генри Брокхолст Ливингстон от Нью-Йорка, с 10 ноября 1806
  - 3) Томас Тодд от Виргинии, с 3 марта 1807

- Окружные суды
  - 1) Уильям Китти, окружной суд Колумбии, с 23 марта 1801 по 27 января 1806
  - 2) Генри Поттер, Пятый окружной суд, с 9 мая 1801 по 7 апреля 1802
  - 3) Доминик Огастин Холл, Пятый окружной суд, с 1 июля 1801 по 1 июля 1802
  - 4) Эдвард Хэррис, Пятый окружной суд, с 3 мая 1802 по 1 июля 1802
  - 5) Николас Бэттэлл Фитцхью, окружной суд Колумбии, с 25 ноября 1803
  - 6) Уильям Крэнч, окружной суд Колумбии, с 24 февраля 1806
  - 7) Аллен Боуи Дакетт, окружной суд Колумбии, с 17 марта 1806

- Районные суды
  - 1) Дэвид Барнс, районный суд Род-Айленда, с 30 апреля 1801
  - 2) Уильям Стивенс, районный суд Джорджии, с 22 октября 1801
  - 3) Генри Поттер, районный суд Северной Каролины, с 7 апреля 1802
  - 4) Чарльз Уиллинг Бэрд, районный суд Огайо, с 3 марта 1803
  - 5) Джон Сэмюэл Шербёрн, районный суд Нью-Хэмшира, с 26 марта 1804
  - 6) Доминик Огастин Холл, районный суд Орлеана, с 11 декабря 1804
  - 7) Мэттиас Толлмэйдж, районный суд Нью-Йорка, с 12 июня 1805
  - 8) Пирпонт Эдвардс, районный суд Коннектикута, с 24 февраля 1806
  - 9) Джеймс Хьюстон, районный суд Мэриленда, с 21 апреля 1806

## Внутренняя политика

### Джефферсоновская демократия
После Американской революции многие федералисты надеялись, что общество останется в основном таким, каким оно было в колониальную эпоху, но Джефферсон хотел перевернуть общественный порядок. Он отстаивал философию, названную позднее историками Джефферсоновской демократией, которая была отмечена его верой в аграризм и строгие ограничения национального правительства. В мире, где мало кто верил в демократию или эгалитаризм, вера Джефферсона в политическое равенство отличалась от взглядов многих других отцов-основателей Соединённых Штатов, которые продолжали верить, что обществом должны управлять богатые и могущественные. Под давлением республиканцев Джефферсона штаты добились большего избирательного права, отменив требования к собственности. Расширение избирательного права и мобилизация простых людей обеспечили людям, не входящим в элитный класс, возможность стать государственными служащими, особенно на Севере. До 1790-х годов агитация считалась вмешательством в право каждого гражданина мыслить и голосовать независимо. Без конкуренции за посты явка избирателей часто была низкой, иногда менее 5 процентов мужчин, имеющих право голоса. С появлением двухпартийной системы во многих регионах участие избирателей выросло примерно до 20 процентов в 1790-х годах и до 80 процентов во время президентства Джефферсона. Вуд пишет: «По меркам начала девятнадцатого века в Америке была самая популярная избирательная политика в мире».
Эгалитаризм того времени выходил за рамки права голоса, поскольку практика кабального рабства пришла в упадок, а традиционные иерархии в сфере занятости и образования были оспорены. Отражая свою веру в эгалитаризм, Джефферсон порвал со многими прецедентами, установленными Адамсом и Вашингтоном. Джефферсон принимал посетителей независимо от социального статуса, прекратил практику личного выступления перед Конгрессом и ввёл менее формальный протокол на мероприятиях в Белом доме.
В ответ на расширение избирательного права даже федералисты начали применять партизанские методы, такие как партийная организация, газеты и создание вспомогательных обществ. Федералисты мирно приняли передачу власти демократам-республиканцам в 1800 году, но большинство партийных лидеров надеялись, что это будет лишь временной аномалией. Многие федералисты продолжали работать в государственных или местных органах власти, хотя видные федералисты, такие как Джон Джей и Чарльз Коутсуорт Пинкни, ушли из общественной жизни. Отражая опасения других амбициозных молодых федералистов, Джон Куинси Адамс писал, что Партия федералистов была «полностью и безвозвратно заброшена... она никогда не сможет и никогда не будет возрождена». Поскольку президентство Джефферсона продолжалось, предсказание Адамса оказалось точным, и федералисты изо всех сил пытались конкурировать за пределами Новой Англии.

### Фискальная политика
Большая часть ранней повестки дня Джефферсона была сосредоточена на отмене программы федералистов 1790-х годов. Вступив в должность, он отменил остальные положения Законов об иностранцах и подстрекательстве к мятежу и помиловал всех десятерых человек, которые были привлечены к ответственности в соответствии с этими законами. Он также начал демонтировать фискальную систему Гамильтона с помощью министра финансов Галлатина. Администрация Джефферсона отменила акциз на виски и другие налоги после закрытия «ненужных офисов» и сокращения «бесполезных заведений и расходов». После отмены этих налогов более 90 процентов федеральных доходов приходилось на импортные пошлины. Несмотря на более раннее сопротивление Джефферсона национальному банку, Галлатин убедил Джефферсона сохранить Первый банк Соединённых Штатов. После отмены программы федералистов многие американцы почти не контактировали с федеральным правительством, за исключением почтовой службы.
Конечная цель Джефферсона состояла в том, чтобы отменить государственный долг, который он считал по своей сути опасным и аморальным. Хотя Галлатин и Джефферсон не обнаружили столько растрат правительства федералистов, как они ожидали, их бюджетные сокращения и благоприятные экономические условия, которые сохранялись на протяжении большей части президентства Джефферсона, позволили им иметь профицит бюджета. Джефферсон сократил армию и флот, посчитав их в значительной степени ненужными в мирное время. Он преобразовал военно-морской флот в флот, состоящий из недорогих канонерских лодок, используемых только для обороны, с идеей, что они не будут провоцировать иностранных военных на действия. Его администрация уволила многочисленных солдат, оставив армию с 3350 офицерами и рядовыми. По истечении двух сроков Джефферсон снизил государственный долг с 83 до 57 миллионов долларов. В 1806 году, полагая, что страна скоро отменит свой государственный долг, Джефферсон предложил увеличить армию и принять поправку к конституции, прямо разрешающую Конгрессу тратить средства на внутренние улучшения и образование, но Конгресс не принял этих предложений. В том же году Конгресс санкционировал строительство Национальной дороги, маршрута, предназначенного для соединения Восточного побережья с Сент-Луисом, хотя строительство дороги началось только в 1811 году.

### Полемика вокруг земель Язу
В начале 1800-х годов большая часть американской границы была предметом конкурирующих притязаний поселенцев, спекулянтов землёй и коренных американцев. Земли Язу в западной Джорджии не были исключением, и они стали точкой серьёзного напряжения во время правления Джефферсона. В ходе того, что стало известно как скандал с землёй Язу, Джорджия участвовала в массовом мошенничестве с недвижимостью, продав большие участки земли Язу, прежде чем принять закон, аннулирующий гранты задним числом. По Соглашению от 24 апреля 1802 года федеральное правительство приобрело западную Джорджию (ныне штаты Алабама и Миссисипи), согласилось стремиться к погашению всех притязаний коренных американцев в регионе, а также согласилось урегулировать все претензии на землю от тех, кто был обманут в результате скандала. В 1804 году Джефферсон попытался выплатить компенсацию тем, кто был обманут в результате скандала с землёй Язу, предоставив им часть земель, приобретённых по договору, но конгрессмен Джон Рэндолф успешно мобилизовал оппозицию этому предложению, раскритиковав его как раздачу земельным спекулянтам. Инцидент ознаменовал начало фракционности внутри Демократическо-республиканской партии, которая оказалась проблематичной для Джефферсона и его преемников, поскольку «tertium quids» (с латинского «Третий вопрос» – различные фракции Демократической-республиканской партии с 1804 по 1812 год) Рэндолфа свободно критиковали президентов своей собственной партии. Споры по поводу земель Язу продолжались до 1814 года, когда Конгресс наконец согласился выплатить компенсацию заявителям.

### Экспедиция Льюиса и Кларка

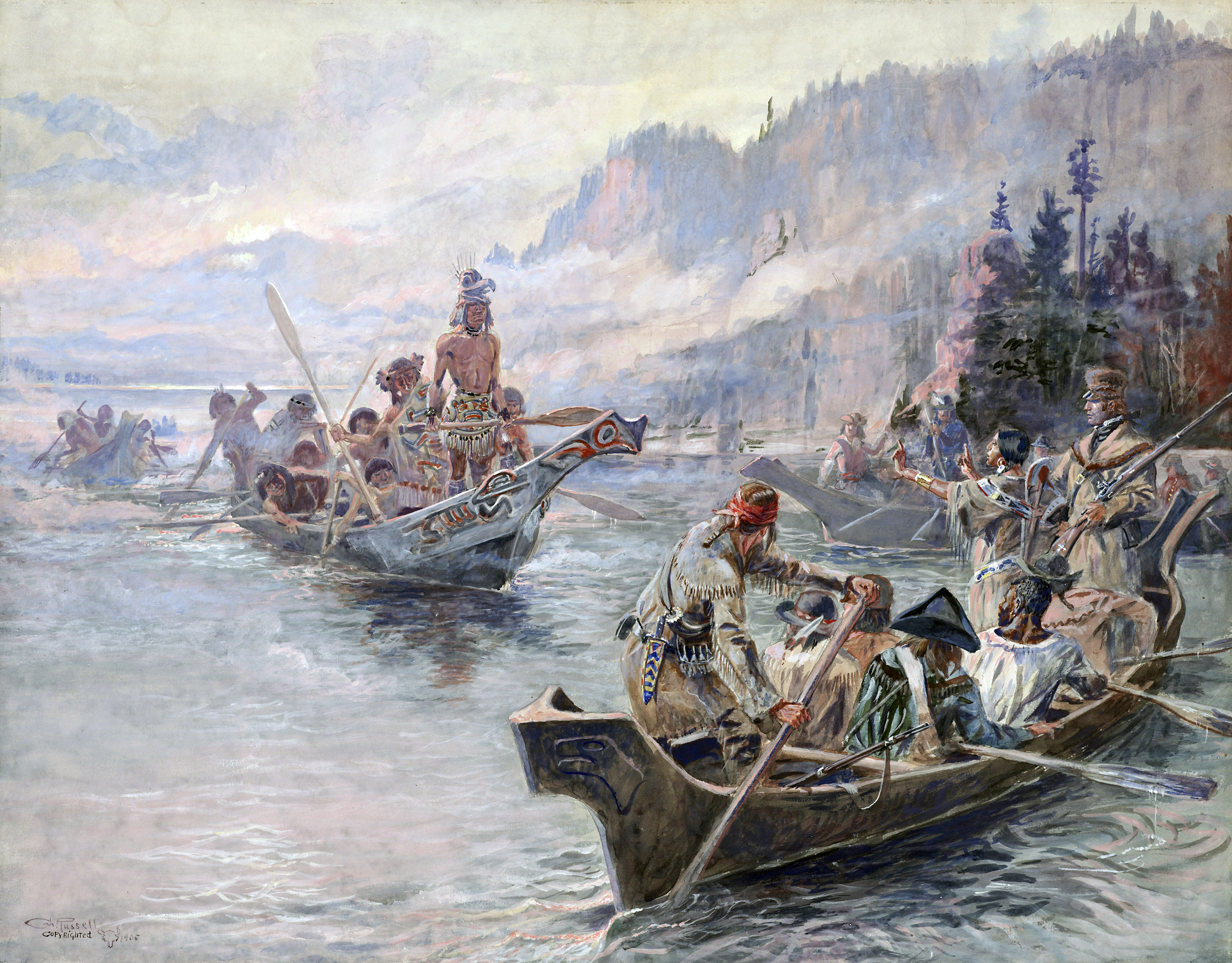
В октябре 1805 года Корпус открытий Джефферсона встречает племя чинуков на реке Колумбия, картина Чарльза Мариона Рассела, 1905 год

Ещё до покупки в 1803 году территории Луизианы Джефферсон начал планировать экспедицию в земли к западу от реки Миссисипи. Джефферсон считал важным, чтобы Соединённые Штаты заявили об «открытии» Орегонской земли, задокументировав и установив там американское присутствие, прежде чем европейцы смогут предъявить серьёзные претензии. Джефферсон также надеялся, что экспедиция откроет долгожданный Северо-Западный проход в Тихий океан, что значительно поспособствует развитию коммерции и торговли в стране. В 1804 году он назначил своего личного секретаря Мериуэзера Льюиса вместе с Уильямом Кларком руководителями западной экспедиции, назвав её Корпусом открытий (англ. Corps of Discovery). Джефферсон выбрал Льюиса для руководства экспедицией, а не кого-то с лучшими научными данными, из-за опыта Льюиса по ведению войны в лесу и «знакомства с нравами и характером индейцев». Джефферсон обладал самой большой в мире коллекцией книг по географии и естественной истории североамериканского континента, а перед экспедицией он обучал Льюиса таким наукам, как картографирование, ботаника, естествознание, минералогия, астрономия и навигация.

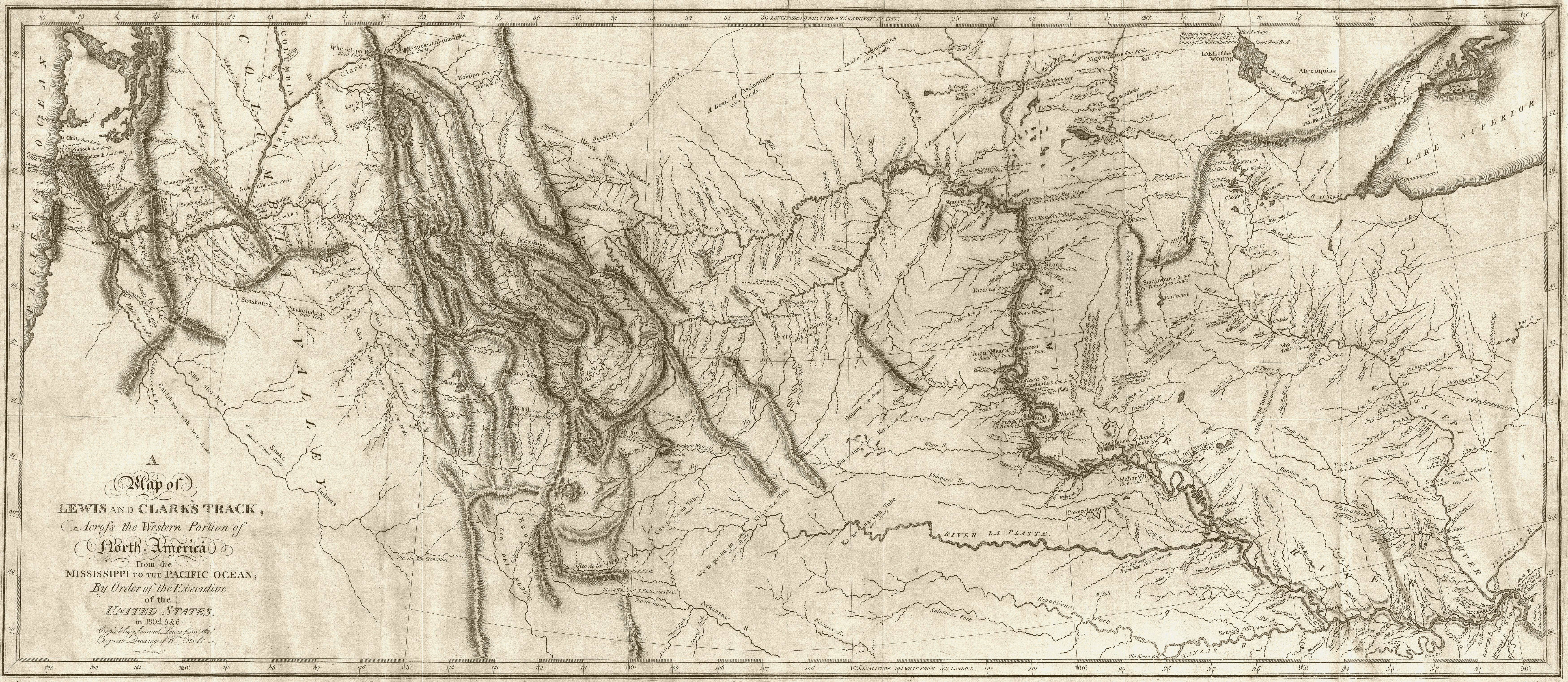
Подробная карта, составленная Кларком, с указанием маршрута, пройденного экспедицией от реки Миссури до Тихого океана, с изображением рек, гор и мест проживания индейских племен

В мае 1804 года Корпус открытий, состоящий примерно из 40 человек, вышел из Сент-Луиса и отправился вверх по реке Миссури. Ведомая по пути сакагавеями и различными индейскими племенами, экспедиция по реке Колумбия достигла Тихого океана к ноябрю 1805 года. После зимней оттепели экспедиция начала обратный путь 22 марта 1806 года и вернулась в Сент-Луис 23 сентября того же года, добавив богатые научные и географические знания об огромной территории, наряду со знаниями о многих индейских племенах. Через два месяца после окончания экспедиции Джефферсон впервые выступил перед Конгрессом, кратко изложив об успехах экспедиции, и обосновал связанные с этим расходы. Американское философское общество в конечном итоге стало хранилищем многих находок экспедиции, включая семена, окаменелости, растения и другие образцы. В 1808 году бизнесмен Джон Джейкоб Астор основал трансконтинентальную компанию по торговле мехом, а в 1811 году его компания основала Форт Астория, первое американское поселение на Тихоокеанском побережье.
Помимо Корпуса открытий, Джефферсон организовал и другие исследовательские экспедиции на Запад, некоторые из которых путешествовали по территории Испании:
- Уильям Данбар и Джордж Хантер возглавили «Великую экспедицию» (англ. The Great Expedition) на южную территорию Луизианы к реке Уошито (с 16 октября 1804 по 26 января 1805);
- Томас Фриман и Питер Кастис возглавили экспедицию на Ред-Ривер (англ. Red River Expedition), исследовавшую юго-запад Соединённых Штатов, с целью найти истоки Ред-Ривер от реки Миссисипи в качестве возможного торгового пути в Санта-Фе, который тогда находился под испанским колониальным контролем в Нью-Мексико (с 19 апреля 1806 по 28 июля 1806);
- Зебулон Пайк возглавил экспедицию (англ. Pike Expedition) в Скалистые горы и на юго-запад (с 15 июля 1806 по 1 июля 1807)[60]. Все исследовательские экспедиции, отправленные под председательством Джефферсона, дали ценную информацию об американской границе[60].

### Национальная военная академия
Джефферсон остро чувствовал потребность в национальном военном университете, который мог бы подготовить компетентный офицерский инженерный корпус, чтобы больше не пришлось полагаться на иностранные источники высококлассных инженеров. Академия также помогла бы заменить многих офицеров-федералистов, которых Джефферсон уволил, когда вступил в должность. Джефферсон подписал Закон о военном установлении мира 16 марта 1802 года, таким образом основав Военную академию Соединённых Штатов в Вест-Пойнте. Закон задокументировал в 29 разделах новый свод законов и ограничений для вооружённых сил.

### Двенадцатая поправка
В ответ на ничью между Джефферсоном и Бёрром в голосовании Коллегии выборщиков в 1800 году Конгресс одобрил поправку к Конституции, предусматривающую новую процедуру избрания президента и вице-президента, и представил её штатам для ратификации в декабре 1803 года. Двенадцатая поправка была ратифицирована необходимым количеством штатов (тогда 13), чтобы стать частью Конституции в июне 1804 года.

### Приём Огайо
Один новый штат, Огайо, был принят в Союз, пока Джефферсон находился у власти. Точная дата, когда Огайо стал штатом, неясна. 30 апреля 1802 года 7-й Конгресс принял закон, «разрешающий жителям Огайо формировать Конституцию и правительство штата, а также приём Огайо в Союз». 19 февраля 1803 года тот же Конгресс принял акт, «предусматривающий исполнение законов Соединённых Штатов в штате Огайо». Однако ни один из актов не устанавливал формальную дату государственности. Официальная дата образования штата Огайо не была установлена до 1953 года, когда 83-й Конгресс принял совместную резолюцию «о приёме штата Огайо в Союз», в которой этой датой было назначено 1 марта 1803 года. Это был первый штат, созданный на Северо-Западных территориях.

## Иностранные дела

### Берберийская война
За десятилетия до прихода Джефферсона к власти пираты Варварийского берега Северной Африки захватывали американские торговые суда, грабили ценные грузы и порабощали членов экипажа, требуя огромных выкупов за их освобождение. До обретения независимости американские торговые суда были защищены от берберийских пиратов военно-морским и дипломатическим влиянием Великобритании, но эта защита закончилась после того, как колонии обрели независимость. В 1794 году в ответ на нападения Конгресс принял закон, разрешающий выплату дани берберийским государствам. В то же время Конгресс принял Закон о военно-морском флоте 1794 года, положивший начало строительству шести фрегатов, ставших основой ВМС США. К концу 1790-х годов Соединённые Штаты заключили договоры со всеми берберийскими государствами, но за несколько недель до того, как Джефферсон вступил в должность, Триполи начал атаковать американские торговые суда, пытаясь получить дополнительную дань.
Джефферсон не хотел ввязываться в какие-либо международные конфликты, но он считал, что сила лучше всего удержит берберийские государства от требования дополнительной дани. Он приказал ВМС США выйти в Средиземное море для защиты от берберийских пиратов, начав Первую берберийскую войну. Первоначальные усилия администрации оказались в значительной степени неэффективными, и в 1803 году фрегат «Филадельфия» (англ. USS Philadelphia) был захвачен Триполи. В феврале 1804 года лейтенант Стивен Декейтер возглавил успешный рейд на гавань Триполи, в результате которого была сожжена «Филадельфия», что сделало Декейтера национальным героем. Джефферсон и молодой американский флот вынудили Тунис и Алжир разорвать союз с Триполи, что в конечном итоге вывело его из войны. Джефферсон также приказал провести пять отдельных морских бомбардировок Триполи, что на время восстановило мир в Средиземном море, хотя Джефферсон продолжал платить оставшимся берберийским государствам до конца своего президентства.

### Покупка Луизианы

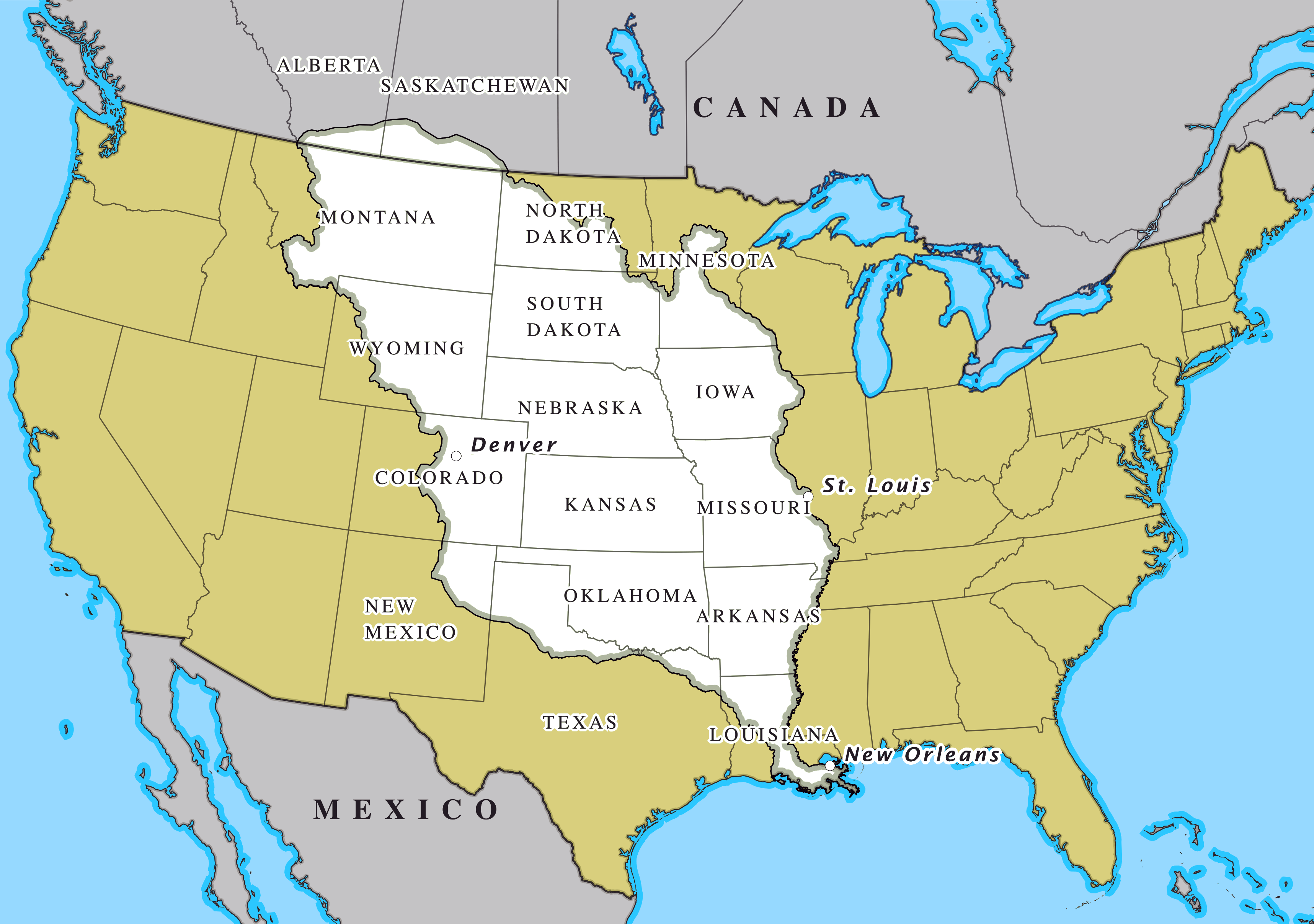
Покупка Луизианы в 1803 году составила 2 144 480 квадратных километров, и удвоила размер тогдашних Соединённых Штатов

Джефферсон считал, что западная экспансия сыграла важную роль в продвижении его видения республики фермеров-йоменов. К тому времени, когда Джефферсон вступил в должность, американцы поселились на западе вплоть до реки Миссисипи, хотя обширные участки земли оставались незанятыми или были заселены только коренными американцами. Многие в Соединённых Штатах, особенно на западе, выступали за дальнейшую территориальную экспансию и особенно надеялись аннексировать испанскую провинцию Луизиана. Учитывая редкое присутствие Испании в Луизиане, Джефферсон считал, что переход Луизианы к Великобритании или Соединённым Штатам был лишь вопросом времени. Экспансионистские надежды США были временно разбиты, когда Наполеон убедил Испанию передать провинцию Франции по Аранхуэсскому договору от 21 марта 1801 года. Хотя давление Франции сыграло роль в заключении договора, испанцы также считали, что французский контроль над Луизианой поможет защитить Новую Испанию от американской экспансии.
Мечты Наполеона о восстановлении французской колониальной империи в Северной Америке угрожали вновь разжечь напряжённость недавно завершившейся Квазивойны. Первоначально он планировал восстановить Французскую империю в Америке с центром вокруг Нового Орлеана и Сан-Доминго, карибского острова, производящего сахар, в разгар революции рабов. Одна армия была отправлена на Сан-Доминго, а вторая армия начала готовиться к походу в Новый Орлеан. После того, как французские войска в Сан-Доминго потерпели поражение от повстанцев, Наполеон отказался от своих планов создания империи в Западном полушарии. В начале 1803 года Джефферсон отправил Джеймса Монро во Францию, чтобы он вместе с послом Робертом Ливингстоном купил у Франции Новый Орлеан, Восточную Флориду и Западную Флориду. К удивлению американской делегации, Наполеон предложил продать всю территорию Луизианы за 15 миллионов долларов. Американцы также настаивали на приобретении Флориды, но по условиям Аранхуэсского договора Испания сохранила контроль над обеими этими территориями. 30 апреля две делегации согласились с условиями покупки Луизианы, и на следующий день Наполеон дал своё согласие.
После того, как госсекретарь Джеймс Мэдисон заверил, что покупка соответствует даже самому строгому толкованию Конституции, Сенат быстро ратифицировал договор, а Палата представителей немедленно санкционировала финансирование. Покупка, заключенная в декабре 1803 года, положила конец французским амбициям в Северной Америке и обеспечила контроль Америки над рекой Миссисипи. Покупка Луизианы почти удвоила размер Соединенных Штатов, и министр финансов Галлатин был вынужден брать кредиты в иностранных банках для финансирования платежа во Францию. Хотя покупка Луизианы была широко популярна, некоторые федералисты критиковали её; бывший конгрессмен Фишер Эймс писал: «Мы должны отдавать деньги, которых у нас слишком мало, за землю, которой у нас и так слишком много».

### Заговор Бёрра

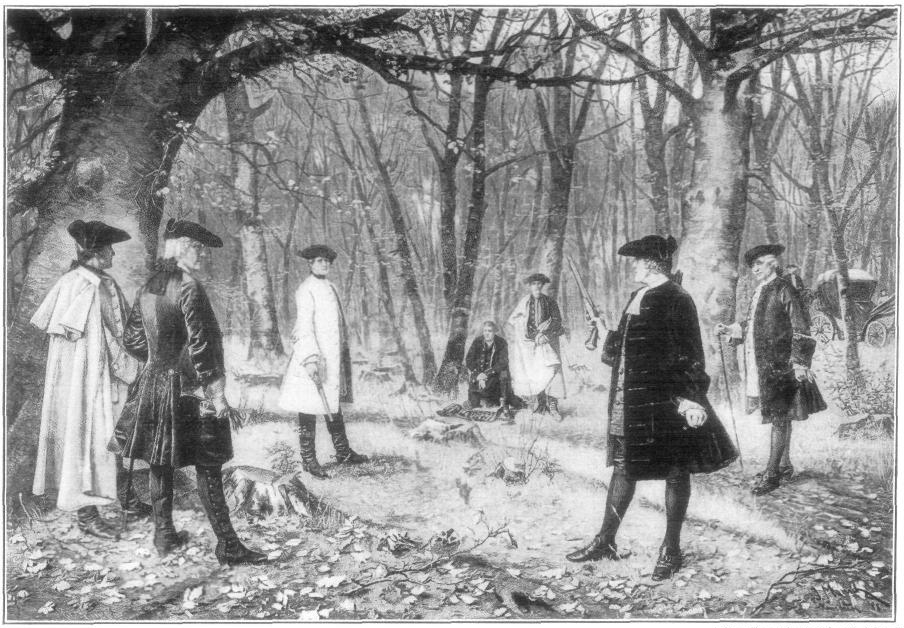
Аарон Бёрр смертельно ранил Александра Гамильтона 11 июля 1804 года

Будучи исключенным из списка демократов-республиканцев 1804 года, Бёрр баллотировался на пост губернатора Нью-Йорка на выборах в апреле 1804 года и потерпел поражение. Лидер партии федералистов Александр Гамильтон был ключевым фактором в поражении Бёрра, сделав грубые замечания в отношении Бёрра. Считая, что его честь оскорблена, Бёрр вызвал Гамильтона на дуэль. 11 июля 1804 года Бёрр смертельно ранил Гамильтона на дуэли в Уихокене, штат Нью-Джерси. Бёрру было предъявлено обвинение в убийстве Гамильтона в Нью-Йорке и Нью-Джерси, из-за которого он бежал в Джорджию, хотя он оставался председателем Сената во время судебного процесса по делу об импичменте судьи Верховного суда Сэмюэля Чейза. Двум обвинительным актам Бёрра «тихо позволили умереть».
После того, как Аарон Бёрр был опозорен на дуэли 1804 года, его собственным президентским амбициям пришёл конец. Британский посол сообщил, что бывший вице-президент хотел «осуществить разделение западной части Соединённых Штатов [в Аппалачах]». Джефферсон считал, что к ноябрю 1806 года это так, потому что, по слухам, Бёрр замышлял различные заговоры с некоторыми западными штатами с целью отделения для создания независимой империи, или устроить флибустьерскую войну для завоевания Мексики. По крайней мере, поступали сообщения о том, что Бёрр вербовал людей, снабжал оружием и строил лодки. Новый Орлеан казался особенно уязвимым, но в какой-то момент тамошний американский генерал Джеймс Уилкинсон, двойной агент испанцев, решил напасть на Бёрра. Джефферсон выступил с предупреждением о том, что граждане США незаконно замышляют захватить испанские владения. Хотя Бёрр был дискредитирован на национальном уровне, Джефферсон опасался за сам Союз. В отчете Конгрессу в январе 1807 года Джефферсон заявил, что вина Бёрра «не подлежит сомнению». К марту 1807 года Бёрр был арестован в Новом Орлеане и предстал перед судом за государственную измену в Ричмонде, штат Виргиния, под председательством главного судьи Джона Маршалла. 13 июня Бёрр вызвал Джефферсона в суд для публикации документов, подтверждающих защиту Бёрра. Джефферсон опубликовал только несколько документов, которые Бёрр запросил, ссылаясь на привилегии исполнительной власти. Джефферсон отказался явиться на суд над Бёрром. Слабость позиций обвинения привела к оправданию Бёрра, но с испорченной репутацией он так и не смог предпринять ещё одну авантюру.

### Флорида и Гаити
После начала 1802 года, когда Джефферсон узнал, что Наполеон намеревался вновь закрепиться в Сан-Доминго и Луизиане, он провозгласил нейтралитет по отношению к гаитянской революции. США позволили военной контрабанде «продолжать поступать к чернокожим по обычным торговым каналам США, и администрация отклоняла все просьбы Франции о помощи, кредитах или ссудах». «Геополитические и коммерческие последствия» планов Наполеона перевесили опасения Джефферсона перед нацией, управляемой рабами. После того, как повстанцы в Сан-Доминго провозгласили независимость от Франции в новой республике Гаити в 1804 году, Джефферсон отказался признать Гаити второй независимой республикой в Америке. Отчасти он надеялся заручиться поддержкой Наполеона в приобретении Флориды. Они опасались, что его успех спровоцирует восстание рабов на юге Америки. Историк Тим Мэтьюсон отмечает, что Джефферсон «согласился с южной политикой, эмбарго на торговлю и непризнание, защитой рабства внутри страны и очернением Гаити за границей». По словам историка Джорджа Херринга, «дипломатия Флориды раскрывает его [Джефферсона] в его худших проявлениях. Его жажда земли превзошла его принципиальность».

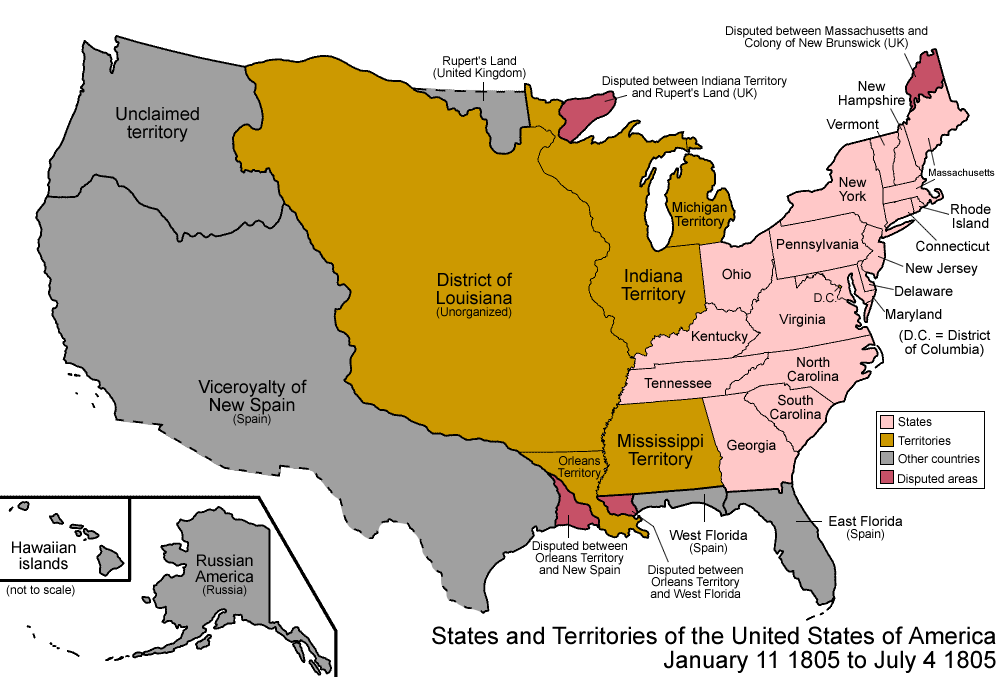
Соединённые Штаты в 1805 году, через два года после покупки Луизианы

Непризнание Джефферсоном Гаити мало способствовало достижению его цели по приобретению Восточной Флориды и Западной Флориды, которые оставались под контролем Испании. Джефферсон утверждал, что покупка Луизианы простиралась на запад до реки Рио-Гранде и включала Западную Флориду на восток до реки Пердидо. Он надеялся использовать это заявление, наряду с давлением Франции, чтобы заставить Испанию продать и Западную Флориду, и Восточную Флориду. В 1806 году он получил одобрение Конгресса на выделение 2 миллионов долларов на приобретение Флориды; нетерпеливые экспансионисты также рассматривали возможность разрешить президенту захватить Канаду, при необходимости силой. В этом случае, в отличие от территории Луизианы, динамика европейской политики работала против Джефферсона. Наполеон играл Вашингтон против Мадрида, чтобы посмотреть, что он может получить, но к 1805 году Испания стала его союзником. У Испании не было желания уступать Флориду, которая была частью её рычага против расширяющихся Соединённых Штатов. Разоблачения взятки, которую Джефферсон предложил Франции по этому поводу, вызвали возмущение и ослабили позиции Джефферсона, и впоследствии он отказался от Флориды.

### Отношения с коренными американцами
В соответствии со своим мышлением Просвещения президент Джефферсон принял политику ассимиляции по отношению к американским индейцам, известную как его «программа цивилизации», которая включала обеспечение мирных договорных союзов между США и индейцами и поощрение сельского хозяйства. Джефферсон выступал за то, чтобы индейские племена совершали федеральные покупки в кредит, удерживая свои земли в качестве залога для погашения. Различные племена приняли политику Джефферсона, в том числе шауни во главе с Чёрным Копыто и крики. Однако Джефферсон мечтал о трансконтинентальной нации и всё больше скептически относился к усилиям по ассимиляции. По мере того как его президентство продолжалось, Джефферсон отдавал приоритет заселению западных территорий белыми, а не мирной ассимиляции.
Когда Джефферсон пришёл к власти, лидер шауни Текумсе и его брат Тенскватава руководили рейдами против американских поселений в долине Огайо, используя боеприпасы, предоставленные британскими торговцами в Канаде. Пытаясь сформировать конфедерацию индейцев на Северо-Западной территории, два брата будут постоянным источником раздражения для западных поселенцев. Индийские нации последовали за Тенскватавой, у которого было видение очищения своего общества путем изгнания американских поселенцев, «детей Злого Духа». Успех индейцев вселил в Британию надежду на то, что она сможет создать индейскую нацию-сателлит в некоторых частях американской территории. Набеги стали основной причиной более поздней войны 1812 года.

### Работорговля
В 1790-х годах многие лидеры противников рабства пришли к выводу, что в обозримом будущем институт рабства в Соединённых Штатах исчезнет. Эти надежды частично основывались на энтузиазме по поводу отмены рабства на Севере и на сокращении ввоза рабов на Юг. Конституция включала положение, запрещающее Конгрессу принимать закон, запрещающий ввоз рабов до 1808 года. За годы до того, как Джефферсон вступил в должность, растущий страх перед восстаниями рабов привёл к уменьшению энтузиазма на Юге по поводу отмены рабства, и многие штаты начали принимать Чёрные кодексы, призванные ограничить поведение свободных чернокожих. Во время своего президентского срока Джефферсон был разочарован тем, что молодое поколение не предпринимает никаких шагов к отмене рабства; он в основном избегал этого вопроса до 1806 года. Ему действительно удалось убедить Конгресс заблокировать ввоз рабов из-за границы на недавно купленную территорию Луизианы.
Увидев, что в 1808 году срок действия двадцатилетнего конституционного запрета на прекращение международной работорговли истекает, в декабре 1806 года в своём президентском послании Конгрессу он призвал принять закон о её запрете. Он осудил эту торговлю как «нарушение прав человека, которое так долго продолжалось в отношении безобидных жителей Африки, в котором мораль, репутация и наилучшие интересы нашей страны давно стремились запретить». Джефферсон подписал новый закон, и в январе 1808 года международная торговля стала незаконной. Легальная торговля составляла в среднем 14 000 рабов в год; незаконная контрабанда со скоростью около 1000 рабов в год продолжалась десятилетиями. «Двумя главными достижениями президентства Джефферсона были покупка Луизианы и отмена работорговли», — сказал историк Джон Честер Миллер.

### Отношения с европейскими державами и Закон об эмбарго
Американская торговля процветала после начала французских революционных войн в начале 1790-х годов, в значительной степени потому, что американскому судоходству было разрешено действовать в качестве нейтральных перевозчиков с европейскими державами. Хотя британцы стремились ограничить торговлю с французами, они в значительной степени терпели торговлю США с материковой Францией и французскими колониями после подписания договора Джея в 1794 году. Джефферсон выступал за политику нейтралитета в европейских войнах и был твёрдо привержен принципу свободы судоходства для нейтральных судов, включая американские корабли. В начале своего пребывания в должности Джефферсон смог поддерживать тёплые отношения как с Францией, так и с Великобританией, но отношения с Великобританией ухудшились после 1805 года. Нуждаясь в матросах, британский Королевский флот захватил сотни американских кораблей и принудительно завербовал с них 6000 моряков, разозлив американцев. Британцы начали блокаду Европы, положив конец своей политике терпимости по отношению к американскому судоходству. Хотя британцы вернули много захваченных американских товаров, которые не предназначались для французских портов, британская блокада сильно повлияла на американскую торговлю и вызвала огромный гнев по всей стране. Помимо коммерческих соображений, американцы были возмущены тем, что они считали посягательством на национальную честь. В ответ на нападения Джефферсон рекомендовал расширить военно-морской флот, и Конгресс принял Закон о запрете импорта, который ограничил многие, но не все британские импортные поставки.
Чтобы восстановить мирные отношения с Великобританией, Монро заключил договор Монро-Пинкни, который представлял бы собой расширение договора Джея. Джефферсон никогда не поддерживал договор Джея, который не позволял Соединённым Штатам применять экономические санкции против Великобритании, и он отвергал договор Монро-Пинкни. Напряжённость в отношениях с Великобританией обострилась из-за дела «Чесапика» и «Леопарда», военно-морского противостояния 22 июня 1807 года между американским и британским кораблямиу берегов Виргинии, которое закончилось гибелью и пленением нескольких американских моряков. Начиная с Миланского декрета Наполеона от 17 декабря 1807 года, французы начали захватывать корабли, торгующие с британцами, в результате чего американское судоходство стало уязвимым для атак обеих основных военно-морских держав. В ответ на нападения на американское судоходство Конгресс принял в 1807 году Закон об эмбарго, который был разработан, чтобы заставить Великобританию и Францию уважать нейтралитет США, перекрыв все американские перевозки в Великобританию или Францию. Почти сразу же американцы стали прибегать к контрабанде, чтобы доставлять товары в Европу. Вопреки собственным принципам ограниченного правительства, Джефферсон использовал вооружённые силы для обеспечения соблюдения эмбарго. Импорт и экспорт резко упали, и эмбарго оказалось особенно непопулярным в Новой Англии. В марте 1809 года Конгресс заменил эмбарго Законом о запрете сношений, который разрешил торговлю со странами, кроме Великобритании и Франции.
Большинство историков считают эмбарго Джефферсона неэффективным и вредным для американских интересов. Даже высшие должностные лица администрации Джефферсона считали эмбарго ошибочной политикой, но более предпочтительным, чем война. Эпплби описывает эту стратегию как «наименее эффективную политику» Джефферсона, а Джозеф Эллис называет ее «настоящим бедствием». Другие, однако, изображают это как новаторскую ненасильственную меру, которая помогла Франции в её войне с Великобританией, сохранив при этом американский нейтралитет. Джефферсон считал, что провал эмбарго произошёл из-за того, что эгоистичные торговцы и купцы продемонстрировали отсутствие «республиканской добродетели». Он утверждал, что, если бы эмбарго широко соблюдалось, войны в 1812 году удалось бы избежать.

## Выборы 1804

Распределение голосов Коллегии выборщиков в 1804

Как и оба его предшественника, Джефферсон баллотировался на второй срок. Выборы 1804 года были первыми выборами после ратификации Двенадцатой поправки, которая установила нынешнюю избирательную систему, в которой голоса выборщиков подаются отдельно за пост президента и вице-президента. Поскольку у Бёрра было мало шансов на повторное выдвижение кандидатуры, кокус Конгресса по выдвижению кандидатур выбрал губернатора Нью-Йорка Джорджа Клинтона в качестве напарника Джефферсона. Федералисты выдвинули Чарльза Коутсуорта Пинкни на пост президента и Руфуса Кинга на пост вице-президента. Федералисты сделали нападки на предполагаемый атеизм Джефферсона, его поддержку демократизации и его роман с Салли Хемингс в центре своей кампании, утверждая, что роман Джефферсона с порабощённой женщиной был лицемерным, учитывая его постоянную поддержку рабства. Демократо-республиканцы пользовались заметным преимуществом в партийной организации, в то время как федералисты и их идеал правления элиты становились всё более непопулярными. Джефферсон победил во всех штатах, кроме Коннектикута и Делавэра, набрав 162 из 174 голосов выборщиков.

## Выборы 1808

Государственный секретарь Джеймс Мэдисон победил Чарльза Коутсуорта Пинкни на президентских выборах 1808 года

Джефферсон, который считал, что действующие лица не должны занимать пост бесконечно, следовал прецеденту традиции двух сроков, установленному Вашингтоном, и отказался баллотироваться на третий срок. Вместо этого он поддержал своего советника и друга Джеймса Мэдисона на пост президента. Напористая внешняя политика Джефферсона вызвала внутрипартийную критику со стороны «tertium quids», возглавляемой Рэндолфом. Рэндолф и другие влиятельные лидеры демократо-республиканцев, выступавшие против Мэдисона, включая Сэмюэля Смита и Уильяма Дуэйна, сплотились вокруг потенциальной кандидатуры Джеймса Монро. Кроме того, вице-президент Клинтон выдвинул свою кандидатуру на посты президента и вице-президента. Потребовался весь престиж и обаяние Джефферсона, чтобы убедить диссидентов-демократо-республиканцев не уходить из партии из-за пренебрежения к Мэдисону. В конце концов, Мэдисон преодолел внутрипартийные разногласия и победил кандидата от федералистов Чарльза Коутсуорта Пинкни, набрав 122 из 176 голосов выборщиков на выборах 1808 года.

## Историческая репутация
Историк Джон Мичем полагает, что Джефферсон был самой влиятельной фигурой демократической республики в первые полвека её существования, его сменили сторонники президента Джеймс Мэдисон, Джеймс Монро, Эндрю Джексон и Мартин Ван Бюрен. Репутация Джефферсона снизилась во время Гражданской войны из-за его поддержки прав штатов. В конце 19 века его наследие подверглось широкой критике; консерваторы считали, что его демократическая философия привела к популистскому движению той эпохи, в то время как Прогрессисты стремились к более активному федеральному правительству, чем позволяла философия Джефферсона. Обе группы считали идеи Гамильтона выдершавшими испытание временем, а не Джефферсона, а президент Вудро Вильсон даже описал Джефферсона как «хотя и великого человека, но не великого американца».
В 1930-е годы Джефферсон пользовался большим уважением; президент Франклин Д. Рузвельт и демократы Нового курса прославляли его борьбу за «простого человека» и провозгласили его основателем своей партии. Джефферсон стал символом американской демократии в зарождающейся холодной войне, а в 1940-х и 1950-х годах его репутация достигла апогея. После движения за гражданские права 1950-х и 60-х годов рабовладение Джефферсона подверглось новой проверке, особенно после того, как анализ ДНК в конце 1990-х подтвердил утверждения о том, что у него были отношения с Салли Хемингс. Отмечая огромное количество научных книг о Джефферсоне в последние годы, историк Гордон Вуд резюмирует яростные дебаты о статусе Джефферсона: «Хотя многие историки и другие лица смущены его противоречиями и пытаются сбросить его с демократического пьедестала… его позиция, хоть и шаткая, но всё же кажется безопасной».
Опросы историков и политологов обычно оценивают Джефферсона как одного из лучших президентов, часто не входящих в тройку лидеров. Опрос учёных-президентов Сиенского научно-исследовательского института, начатый в 1982 году, неизменно ставит Джефферсона в пятёрку лучших президентов США, а опрос членов Американской ассоциации политических наук, проведённый Брукингским институтом в 2015 году, поставил его на пятое место среди величайших президентов. Хотя историки склонны высоко оценивать общую работу Джефферсона на посту президента, опрос историков 2006 года поставил Закон об эмбарго 1807 года на седьмое место среди худших ошибок, совершённых действующим президентом.